# Spelobia depilicercus
Spelobia depilicercus är en tvåvingeart som beskrevs av Marshall 1985. Spelobia depilicercus ingår i släktet Spelobia och familjen hoppflugor. Inga underarter finns listade i Catalogue of Life.